# Kamagasaki
Kamagasaki (釜ヶ崎) est un quartier à Osaka, situé dans l'arrondissement de Nishinari-ku. Il jouxte les quartiers touristiques de Shinsekai au sud, et celui d'Abeno à l'Ouest.
Il est connu pour être l'un des quartiers les plus pauvres du Japon, et sa population a longtemps été composée essentiellement de travailleurs journaliers. 
Airin-chiku (あいりん地区) est son nom officiel, moins connu, depuis 1966. Il signifie "tendre voisinage".
On y accède par les arrêts de métro Shin-Imamiya, Dobutsuen-mae, Haginochaya. 

## Introduction
Kamagasaki est le quartier du Japon avec la plus grande population de travailleurs journaliers. Leur nombre était estimé à 30 000 personnes au début des années 1970, au moment du pic de sa population. La plupart des journaliers sont employés par des entreprises de construction ou de services (comme porteurs ou gardes). Certains d’entre eux travaillent pour des sous-traitants du nucléaire, et ils sont parfois recrutés, dans des conditions douteuses, pour aller travailler, par exemple, aussi loin qu’à Fukushima.
Les travailleurs journaliers utilisent des doya (ドヤ), des chambres d’hôtel bon marché, qui, depuis quelques années, sont également utilisées par des touristes au petit budget.
Aux moments des grandes crises économiques, beaucoup de ces travailleurs ont renoncé aux doya et ont dormi dans la rue. En 1998, on a compté 4579 sans-abri à Kamagasaki.
Le quartier connait des problèmes importants d’alcoolisme, de drogue et de santé publique. La tuberculose y est endémique.
Des organisations de bénévoles et des groupes religieux - notamment les églises évangélistes coréennes- organisent des distributions de repas, l’aide publique officielle étant insuffisante,.  
Le quartier a la réputation aussi d’accueillir beaucoup d'activités criminelles.

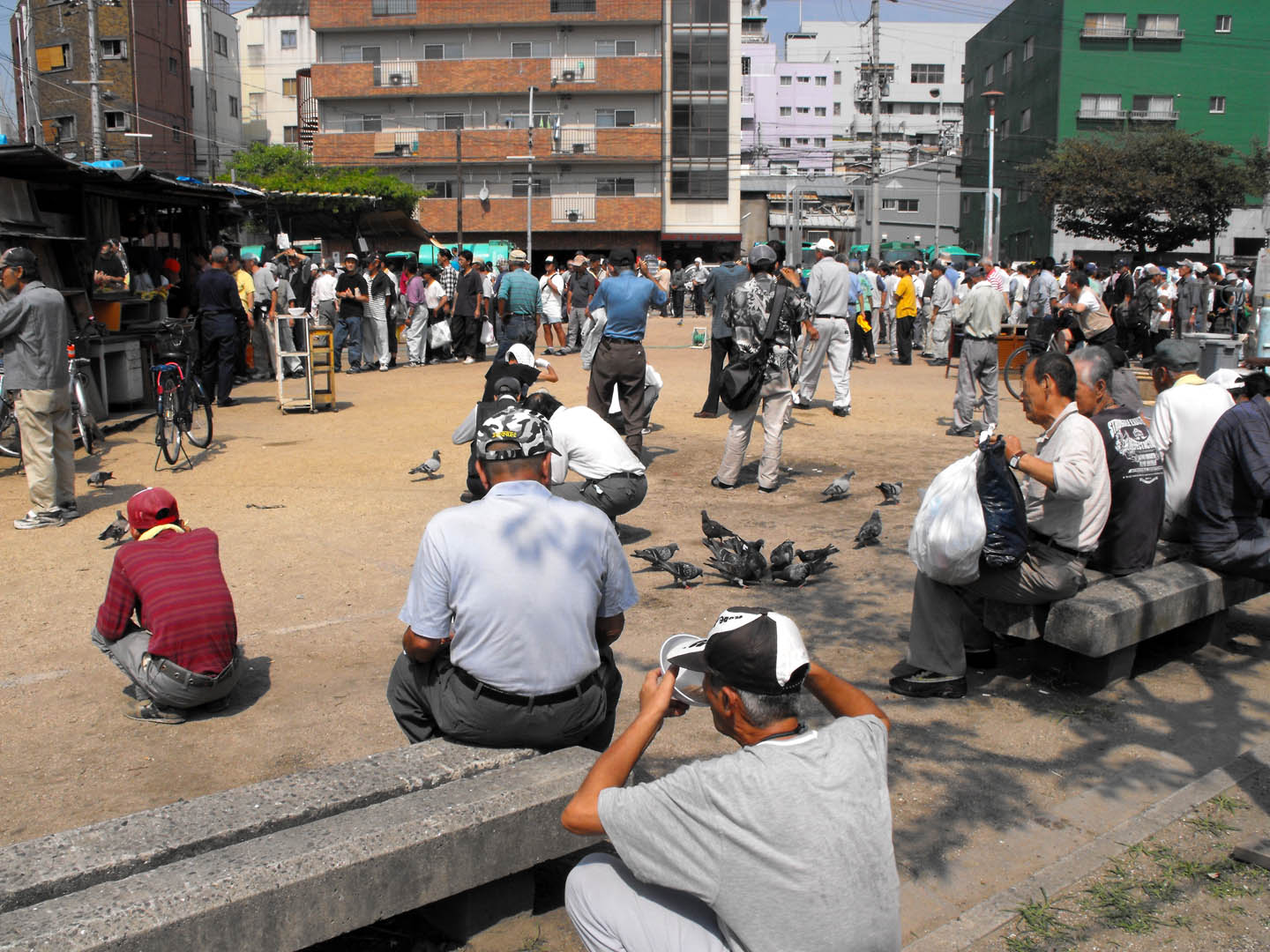
Triangle Park

## Émeutes
Plusieurs émeutes importantes se sont déroulées dans le quartier. En août 1961, les habitants se sont heurtés à d’importantes forces de police après un accident de circulation. En octobre 1990, des jeunes de quartiers environnants se joignirent aux travailleurs journaliers lors d’émeutes pendant lesquelles le feu fut mis à la gare de Shin-Imamiya. En octobre 1992, de nouvelles émeutes éclatèrent. En décembre 1998, la police essaya de chasser de la rue une septantaine (soixante-dizaine) de sans-abri, qui se rebellèrent. Une autre émeute se produisit le 13 juin 2008, à la veille du Sommet du G 8 2008, en réaction à une action de la police.

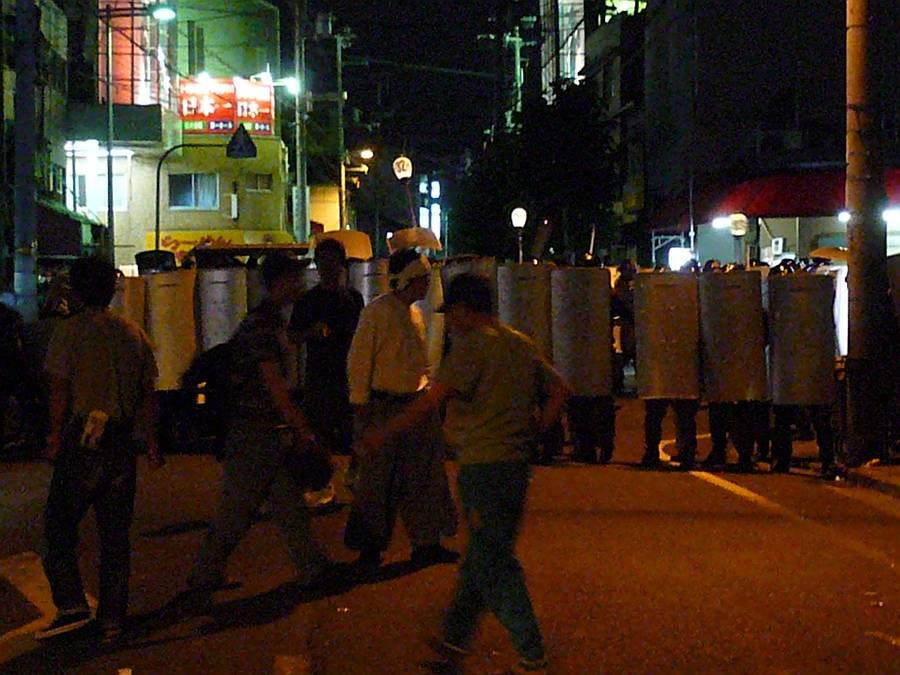
Émeute de 2008
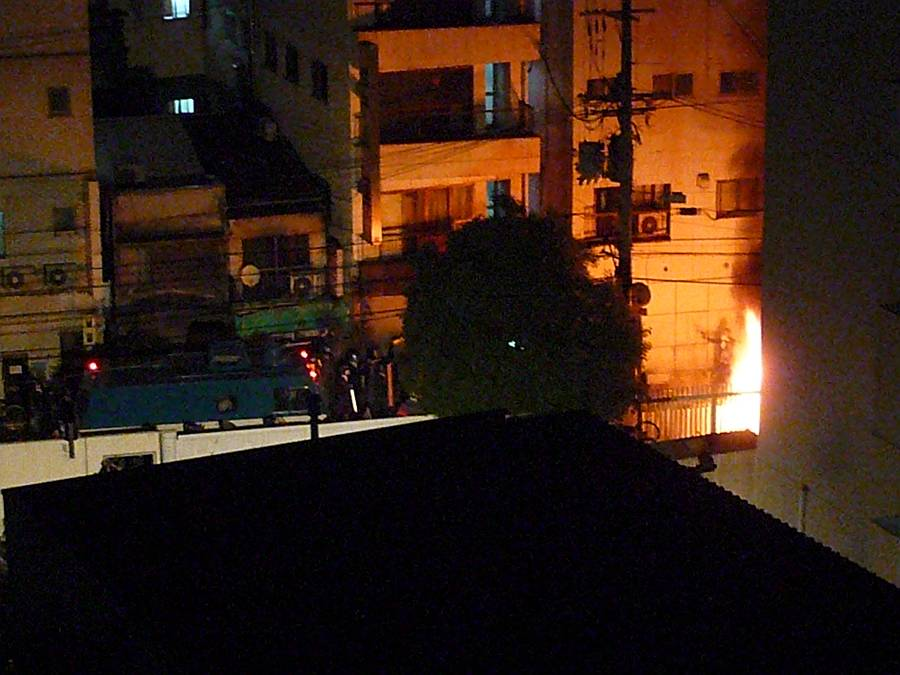
Émeute de 2008